# Monkey Kingdom
Monkey Kingdom – amerykański film przyrodniczy z 2015 roku. Scenariuszem i produkcją zajęli się Mark Linfield i Alastair Fothergill, natomiast narratorem jest Tina Fey.

## Fabuła
Akcja filmu rozgrywa się wśród małp – makaków, które żyją w dżungli na Sri Lance, w ruinach miasta Polonnaruwa. Ich społeczeństwo posiada hierarchiczną strukturę, w której na samym dole jest Maya, główna bohaterka filmu. Z uwagi na swoją pozycję społeczną żyje na ziemi, żywiąc się resztkami. Kontrastuje to z życiem pozostałych małp, m.in. samca alfa oraz trzech samic, które zajadają się najlepszymi owocami na najwyższych czubkach drzew.
W pewnym momencie Maya rodzi samczyka imieniem Kip, zostając tym samym samotną matką. Kiedy grupa innych małp, przejmuje teren, który był ich dotychczasowym domem, muszą wyruszyć szukając nowego miejsca do życia. Po drodze spotykają inne zwierzęta, m.in. słonie, pawie, skorpiony czy warany.

### Postacie
Główne postacie, które pojawiają się w filmie, to:
- Maya – główna bohaterka, sprytna i zaradna małpa dbająca o swojego syna.
- Kip – syn Mai.
- Raja – samiec alfa, odpowiedzialny za ochronę grupy.
- Sisterhood – trzy samice znajdujące się w uprzywilejowanej sytuacji, dzięki której kontrolują codzienne czynności reszty małp.
- Kumar – nowy samiec chcący dołączyć do stada[3].

## Produkcja
Film został wyprodukowany przez Disneynature i był to szósty film tej marki, który miał premierę kinową. Narratorem jest Tina Fey. Reżyserami byli Mark Linfield oraz Alastair Fothergill. Konsultantem naukowym był Wolf Dittus, który od kilku dekad badał małpy na Sri Lance. Muzykę do filmu skomponował Harry Gregson-Williams. Film nakręcono kamerami Sony F65. Budżet filmu wynosił między 5 a 10 milionów dolarów.

## Upowszechnienie
Premiera kinowa filmu w Stanach Zjednoczonych odbyła się 17 kwietnia 2015 roku
15 września 2015 roku film został wydany w pakiecie składającym się z Blu-ray, DVD, kodu Digital HD.

## Odbiór
W dniu premiery film zarobił 1,6 miliona dolarów. W pierwszy weekend zarobił 4,58 miliona dolarów, co stanowiło najgorszy wynik otwarcia Disneynature. Poprzedni (4,78 miliona dolarów) należał do filmu Bears z 2014 roku. Ostatecznie film zarobił na całym świecie 17 159 530 dolarów, z czego 16 432 322 w Stanach Zjednoczonych. Disney przekazał, że za każdy bilet zakupiony przez pierwszy tydzień przekaże darowiznę Conservation International celem wsparcia małp w Kambodży, Indonezji i Sri Lance.

### Ocena krytyków
Film otrzymał dobre opinie. W Rotten Tomatoes 93% osób oceniło film pozytywnie, a średnia ocen wyniosła 7,28/10 (na podstawie 55 głosów). Z kolei na Metacritic otrzymał wynik 72 punktów na 100 (na podstawie 21 głosów).

### Nagrody
| Nagroda                    | Kategoria                               | Nominacja                           | Wynik     | Przypis |
| -------------------------- | --------------------------------------- | ----------------------------------- | --------- | ------- |
| Environmental Media Awards | Film fabularny                          | Monkey Kingdom                      | Nominacja | [ 17 ]  |
| Golden Trailer Awards      | Najlepszy dokumentalny spot telewizyjny | Disneynature, Toy Box Entertainment | Wygrana   | [ 18 ]  |
| Jackson Wild Film Festival | Najlepszy dźwięk                        | Monkey Kingdom                      | Wygrana   | [ 19 ]  |